# II Congreso Constitucional (México)
La 2.° Congreso Constitucional de México estuvo integrado por los Senadores y los Diputados miembros de sus respectivas cámaras, estando en funciones del día 1 de enero de 1827 al día  día 31 de diciembre de 1828.
Fue la primera ocasión en que el Congreso de la Unión fue renovado de acuerdo con las previsiones de la constitución federal de 1824.
Los 19 nuevos senadores fueron elegidos por las correspondientes legislaturas de cada uno de los entonces 19 estados federales, para un periodo de cuatro años, mientras que otros 19, electos desde el Congreso anterior, permanecieron en su cargo durante los dos años de este Congreso. Los diputados por su parte fueron elegidos mediante votación popular en los 19 estados y cinco territorios federales, para un periodo de dos años, que corresponden al presente congreso.
La integración del primer Congreso Constitucional fue como sigue:

## Senado de la República
Los treinta y ocho miembros del Senado fueron elegidos, dos por cada estado, por mayoría absoluta de votos de las legislaturas estatales. Para el segundo Congreso Constitucional 19 de ellos habían sido elegidos desde 1824 para un periodo de cuatro años, mientras que otros 19 —uno por cada estado— igualmente electos por cuatro años, entraron en funciones en este Congreso y permanecieron en ellas en el siguiente.

### Senadores electos por entidad federativa
| Estado           | Senador                                             | Estado           | Senador                          |
| ---------------- | --------------------------------------------------- | ---------------- | -------------------------------- |
| Chiapas          | José Javier Bustamante Bustamante                   | Puebla           | José Antonio Fernández Monjardín |
| Chiapas          | Fernando Luis Corona                                | Puebla           | Juan Nepomuceno Rosains          |
| Chihuahua        | Mariano Orcasitas                                   | Querétaro        | Juan Nepomuceno Acosta           |
| Chihuahua        | Florentino Martínez                                 | Querétaro        | Juan de Dios Rodríguez           |
| Coahuila y Texas | José Manuel Santibáñez y Cevallos                   | San Luis Potosí  | Pedro Ocamp                      |
| Coahuila y Texas | Agustín Viesca y Montes                             | San Luis Potosí  | José Sixto Verduzco              |
| Durango          | Pablo Franco Coronel                                | Sonora y Sinaloa | Juan Bautista Escalante          |
| Durango          | José María Guzmán                                   | Sonora y Sinaloa | Ramón Morales                    |
| Guanajuato       | José María Hernández Chico Suple a Casimiro Liceaga | Tabasco          | José María Alpuche               |
| Guanajuato       | Francisco Aniceto Palacios                          | Tabasco          | Miguel Duque de Estrada          |
| Jalisco          | Juan de Dios Cañedo                                 | Tamaulipas       | Pedro Paredes                    |
| Jalisco          | Valentín Gómez Farías                               | Tamaulipas       | José Antonio Quintero            |
| México           | José Agustín Paz                                    | Veracruz         | Pablo de la Llave                |
| México           | Francisco Molinos del Campo                         | Veracruz         | Antonio Medina                   |
| Michoacán        | Isidro Huarte                                       | Yucatán          | Pablo Lanz y Marentes            |
| Michoacán        | Tomás Vargas                                        | Yucatán          | Francisco Antonio Tarrazo        |
| Nuevo León       | Francisco Victoriano de la Garza                    | Zacatecas        | Francisco García Salinas         |
| Nuevo León       | Simón de la Garza                                   | Zacatecas        | Teodoro Galván                   |
| Oaxaca           | José Domingo Martínez Zurita                        |                  |                                  |
| Oaxaca           | Demetrio del Castillo                               |                  |                                  |